# Inonotus ulmicola
Polypore de l'Orme
Espèce
Synonymes
- Phaeoporus ulmicola (Corfixen) Spirin, Zmitr. & Malysheva[2]

Inonotus ulmicola, le Polypore de l'Orme, est une espèce de champignons (Fungi) basidiomycètes du genre Inonotus et de l'ordre des Hymenochaetales, pour la plupart nommés en français polypores. Il s'agit d'un champignon lignivore parasite. Décrit en 1990 à partir d'exemplaires récoltés sur des Ormes au Danemark, sa répartition connue est européenne. Cette espèce est très proche d'Inonotus obliquus, le Polypore incrusté ou Chaga.

## Description

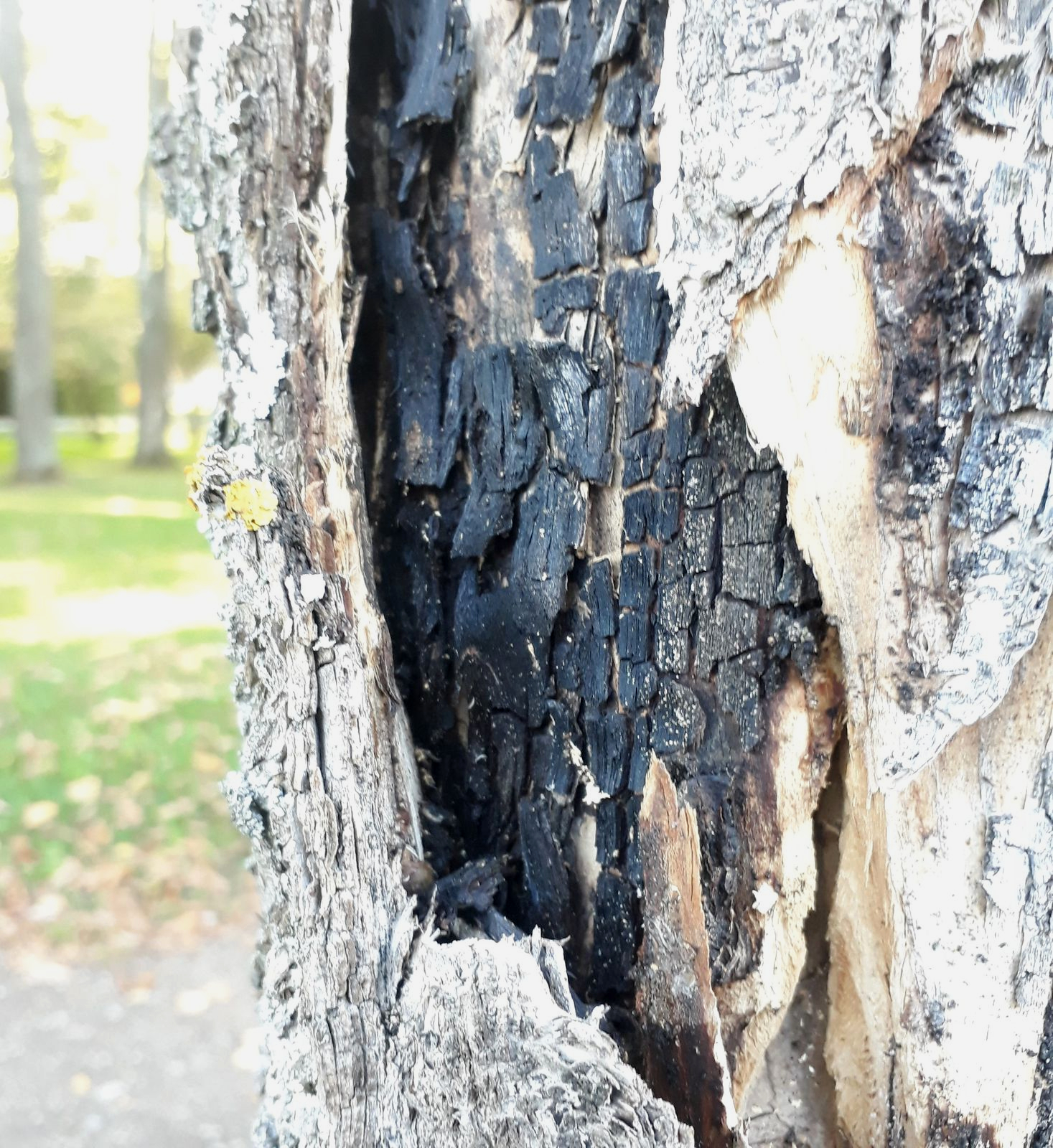
Inonotus ulmicola, le Polypore de l'Orme (Estonie).

Le Polypore de l'Orme produit un basidiome résupiné, annuel en forme de croûte brune à brun rougeâtre largement étalée, charnue, durs et cassante à l'état sec. Ses pores sont ronds à plus ou moins anguleux et leur densité est de 4 à 6 par millimètre. La partie située entre les tubes et le substrat, nommée « subiculum », est brun rougeâtre, charnue, dense, cassante à l'état sec et mesure de 1 à 2 mm d'épaisseur. Les tubes, brun tabac et recouverts de pruine, mesurent de 1 à 3 mm d'épaisseur,.
L'ensemble est composé de filaments agglutiné fins et fertiles nommé « hyphes génératrices ». Transparents à brun rouille, ils présentent des parois fines à légèrement épaisses. Ils mesurent de 2 à 6 μm larges dans le subiculum. L'hyménium présente de très nombreuses cystides (également considérées comme des soies) ventriculaires à subulées, brun foncé, à parois épaisses et mesurant de 15–30 μm de long pour 4 à 9 μm de large. Des hyphes structurantes et stériles à paroi plus épaisse et brun foncé sont également présentes. Les basides, clavées et non bouclées, mesurent de 12 à 16 μm de long pour 7 à 9 μm de large. Elles portent des spores lisses, hyalines à jaune pâle, guttulées, ellipsoïdes à subglobuleuses qui mesurent de 6,5 à 10 μm de long pour 5,5 à 7 μm de large,.

## Écologie et répartition

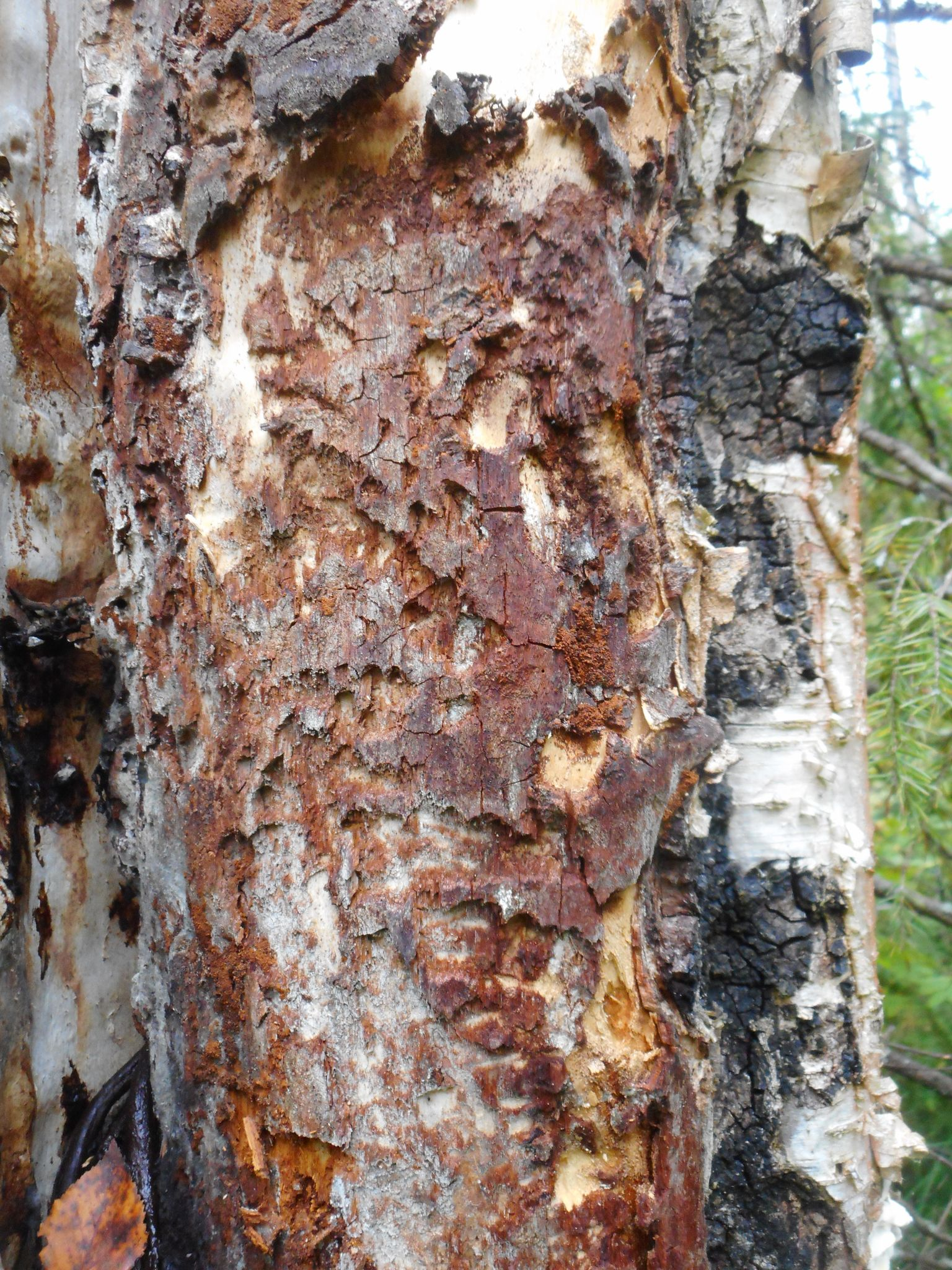
Inonotus obliquus, le Polypore de incrusté.

Le Polypore de l'Orme se développe sous l'écorce des Ormes et sont basidiome ne devient visible qu'après la fissuration et la chute de l'écorce. Il s'agit consommateur de lignine agent de pourriture fibreuse qui, une fois installé, mène irrémédiablement l'arbre à la mort,.
La répartition d'Inonotus ulmicola est essentiellement basée sur les données bibliographiques d'I. obliquus sur Ormes et sa répartition réelle n'est pas connue en détails. Il est pour l'instant admis que cette espèce est présente dans certains pays d'Europe du Nord et très rare ailleurs en Europe,,.

## Confusion possible
Cette espèce est morphologiquement, génétiquement et biologiquement très proche d'Inonotus obliquus, le Polypore incrusté. Elle n'en diffère que par la présence de cystides (également considérées comme des soies) de très grandes dimensions au sein de l'hyménium, par l'absence de formation de chancre et par ses hôtes exclusifs, les Ormes. Le Polypore incrusté, quant à lui, ne présente pas cystides et pousse sur les Bouleaux et les Hêtres où il développe d'imposants chancres, nommés Chaga, abondamment récoltés pour leurs propriétés médicinales,